# Raub
Als Raub bezeichnet man einen Deliktstypus, bei dem ein Vermögensdelikt durch Gewaltanwendung begangen wird; das Objekt wird zum Raubgut.

## Berühmte Raube und kulturelle Beschäftigung mit Raub
- Salischer Kirchenraub
- Der große Postzugraub (englisch The Great Train Robbery) ist die Bezeichnung des Überfalls auf einen Postzug, der sich am 8. August 1963 bei der Bridego-Eisenbahnbrücke in Ledburn nahe Mentmore in der Grafschaft Buckinghamshire in England ereignete.
- Kunstraub aus der Schirn Kunsthalle Frankfurt 1994
- Helikopterraub von Västberga

### Filme
- Der große Eisenbahnraub (Originaltitel: The Great Train Robbery) ist ein zwölfminütiger US-amerikanischer Spielfilm aus dem Jahre 1903, der als der erste Western der Filmgeschichte gilt.
- Der Raub der Mona Lisa ist eine musikalische Filmkomödie aus dem Jahre 1931.
- Der Raub der Frühlingsgöttin (Originaltitel: The Goddess of Spring) ist ein Zeichentrickfilm von The Walt Disney Company aus dem Jahr 1934.
- Der Rodeo-Raub ist ein US-amerikanischer Western aus dem Jahr 1935.

### Serie
- Haus des Geldes (Originaltitel: La casa de papel), spanische Serie über einen Raub auf eine Gelddruckerei.

### Drama
Die Räuber, Drama von Friedrich Schiller

### Mythologie und künstlerische Verarbeitung
- Der mythologische Raub der Sabinerinnen kurz nach der Gründung der Stadt Rom
- Der Raub der Töchter des Leukippos ist ein um 1618 entstandenes Gemälde von Peter Paul Rubens. Festgehalten ist der Moment der Entführung von Hilaeira und Phoibe, die Töchter des Königs Leukippos, durch die Dioskuren Castor und Pollux.
- Laut dem Evangelium nach Lukas wurden bei der Kreuzigung Jesu zugleich auch zwei Räuber hingerichtet. Sie werden allgemein mit dem altertümlichen Begriff Schächer bezeichnet.